# Menorah
Menorah betyder på moderne hebraisk "el-pære", men betegner også den syvarmede lysestage, der stod i templet i Jerusalem. Denne lampe skulle konstant være tændt som et symbol på det jødiske folks uslukkelige tro på Gud. Desværre blev lampen midlertidigt slukket i forbindelse med grækernes vanhelligelse af templet, men blev dog tændt igen. Episoden markeres ved Chanukka-festen.
Der gjaldt særlige regler for Menorah'en i templet. Den måtte kun brænde på det fineste jomfru-olivenolie. Desuden var Menorah lavet af massiv guld, hvilket har betydet noget, eftersom den var lige så høj som et menneske.
Hvad der skete med Menorah'en, da templet blev ødelagt, er uvist. Mange historikere og opdagere har i tidernes løb forsøgt at spore Menorah'en, dog uden held. Det eneste "spor", om man vil, er et relief på indersiden af Titusbuen i Rom. På dette ses tydeligt den syvarmede lysestage, som romerske soldater bærer med hjem fra krigen i Judæa. 
I dag indgår Menorah'en i staten Israels officielle våbenskjold.